# بلباراوات
البلباراوات (الاسم العلمي:†Balbarinae) هي أسرة منقرضة من الثدييات تتبع فصيلة البلباريات من رتبة ثنائيات الأسنان الأمامية.

## أجناس البلباراوات
- †البلبار
- †النامبار
- †الغاناوامايا